# 백승우 (축구 선수)
백승우(1999년 4월 27일 ~ )는 대한민국의 축구선수이다. 포지션은 미드필더이다. 현재 화성 FC 소속으로 뛰고 있다.